# Schloss Bouvier

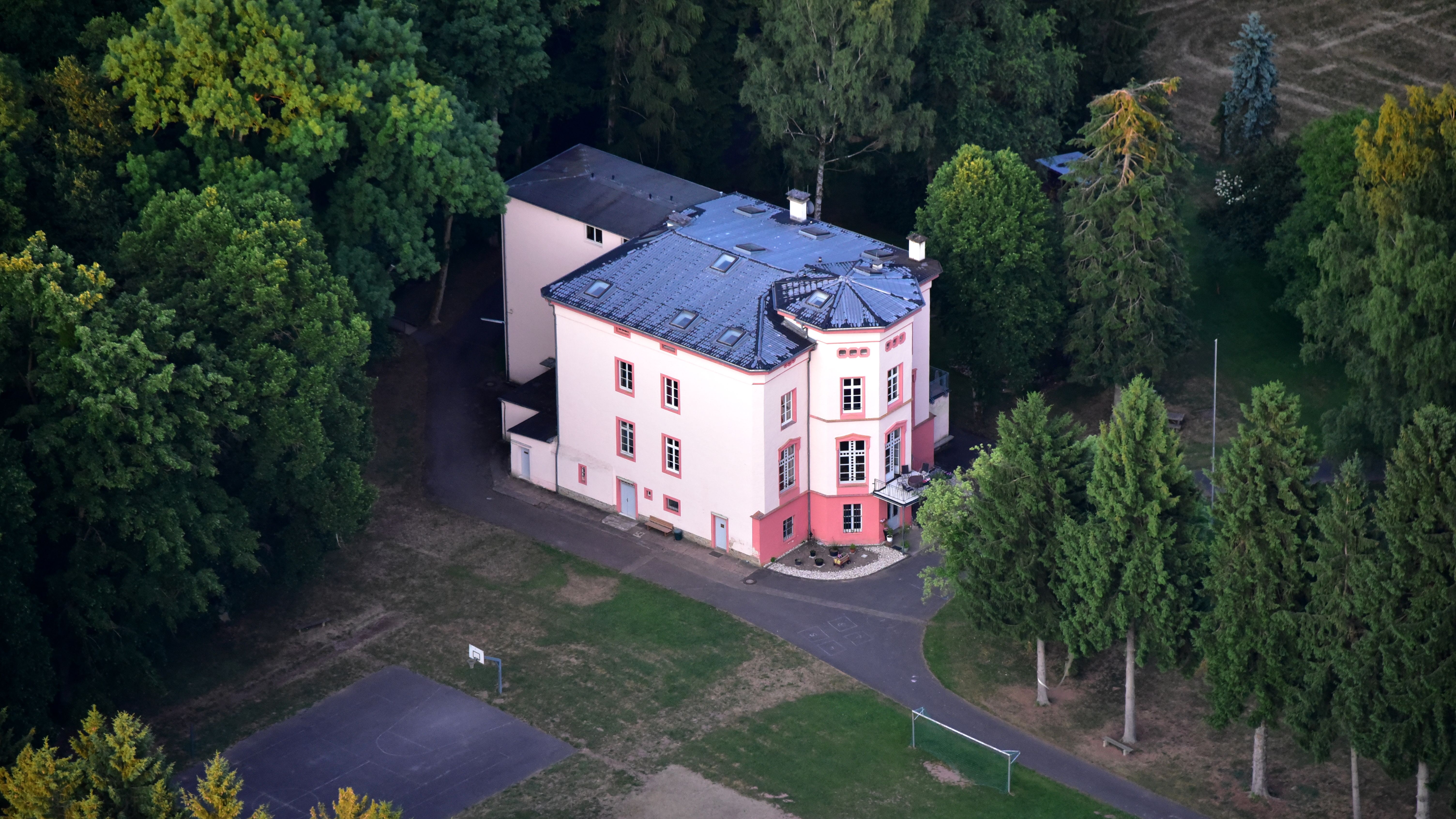
Schloss Bouvier, Luftaufnahme (2017)

Das Schloss Bouvier in der Nähe des rheinland-pfälzischen Niedersgegen nahe der luxemburgischen Grenze ist im Besitz des Hansagymnasium Kölns und dient als Schullandheim.
Das Gutsschloss aus dem 19. Jahrhundert liegt im sogenannten „Goldenen Grund“ der Südeifel an der Sauer im Eifelkreis Bitburg-Prüm und ist Bestandteil der „Schloss- und Hofgüter Körperich-Niedersgegen“.

## Bau
Teile der baufesten Ausstattung von der Jahrhundertwende sind noch heute erhalten, so die Wandtäfelung, der Kamin in Speise- und ehemaligem Jagdzimmer.
Der Baukörper des Schlosses ist würfelförmig und besitzt ein nahezu flaches Walmdach. Der Vorbau ist breit und leicht überhöht und steht auf polygonalem Grundriss in der Fassadenmitte.
Das Untergeschoss ist ebenerdig und in ihm befinden sich durch Rechteckfenster gekennzeichnete Wirtschaftsräume.
Die im 1. Obergeschoss gelegene Bettetage wird auch nach außen hin durch große Fensterformate mit keilförmiger, leicht nach unten verlängerter Verdachung repräsentiert. Darüber werden die Öffnungen wieder etwas kleiner. Im niedrigen Drempelgeschoss finden sich zu dreien gekuppelte Ochsenaugen.
Insgesamt bietet das Schloss 70 Betten, verteilt auf zwei Stockwerke.
Im Park des Schullandheims stehen mehrere über 200-jährige Bäume (Eichen, Platanen, Linden, Blutbuchen).

## Geschichte
Johann-Joseph Richard (in einigen Quellen auch Jean-Joseph Richard), ein aus Clerf in Luxemburg stammender Jurist und Unternehmer, der 1806 durch seine Heirat mit der Tochter des Grundherrn von Ennershausen nach Niedersgegen kam, erbaute 1847 die „Villa Bouvier“ im klassizistischen Stil für seinen Schwiegersohn Bouvier, der wohl ebenfalls aus Luxemburg stammte.
Er hatte bereits 1823 nach Vorbild von Schloss Weilerbach das siebenachsige Herrenhaus Hofgut Petry in Körperich erbaut.
1910 verkaufte die Familie Richard das Schloss Bouvier an einen Arzt namens Dr. Mainz. Bis zu diesem Verkauf war das Schloss Teil eines hochherrschaftlichen Ensembles von Schlossgütern der Familie Richard. Während des Zweiten Weltkrieges wurde das Haus dann zeitweise als Lager für Kriegsgefangene genutzt.
Am 1. August 1956 kaufte der Verein der Freunde und Förderer des Hansa-Gymnasiums Köln e. V. das Gebäude und Grundstücke (die heutige das Schloss umgebende 40.000 Quadratmeter große Parkanlage) vom Architekten Max Ziemann. Bereits am 1. April 1957 wurde das Schullandheim in Betrieb genommen. Im gleichen Jahr folgte der Bau einer Toilettenanlage. Die offizielle Einweihung des Schullandheims ließ noch bis zum 26. Juli 1958 auf sich warten. Ebenfalls 1958 wurde das im Zweiten Weltkrieg zerstörte Wehr instand gesetzt.
Der Verein erhielt am 26. Juli 1960 die Baugenehmigung für eine Spiel- und Sporthalle, die im Juni des nächsten Jahres errichtet wurde. Auch dem geplanten viergeschossigen Anbau wurde am 3. Dezember 1962 eine Baugenehmigung erteilt. Er wurde knapp drei Jahre später, am 26. November 1965, fertiggestellt. 1968 stieg man bei der Beheizung des Hauptgebäudes von Kohle auf Öl um und auch an die Spiel- und Sporthalle wurde eine Ölheizungsanlage angebaut.
Weitere Ausbautätigkeiten geschahen 1970, als ein Waschraum angebaut und auf dem Dachboden ein zusätzlicher Schlafraum geschaffen wurde. Für den eingeschossigen Anbau der „Jungen-Waschanlage“ erhielt man am 1. August 1972 die nachträgliche Baugenehmigung. Um „die Jugendlichen vom Gang in die Wirtshäuser abzuhalten“, wurde 1978 eine Theke im Foyer eingebaut.
1980 fanden erneute Sanierungs- und Erweiterungsmaßnahmen statt, bei denen das Dachgeschoss ausgebaut, im Altbau neue Fenster eingebaut und die Heizung wiederum umgestellt wurde. Außerdem wurden Reparaturen an der Spiel- und Sporthalle durchgeführt. Die Minigolfanlage kam 1986 an ihren heutigen Standort. Ein Jahr später wurde eine neue Heizkesselanlage eingebaut.
Das Schloss Bouvier wurde am 11. Oktober 1999 als Kulturdenkmal unter Schutz gestellt. Weitere Renovierungs- und Instandsetzungsmaßnahmen wurden 2011 ergriffen.